# Șerban Gheorghiu
Șerban Gheorghiu (n. 1896, București – d. 1957) a fost un matematician român, specialist în analiză matematică, statistică matematică și geometrie sintetică.
A obținut rezultate interesante relativ la inegalitatea Cauchy-Schwarz și inegalitatea Hölder.
În cadrul teoriei probabilităților, a determinat funcția caracteristică în sensul lui Poincaré, funcțiile de frecvență și funcțiile de repartiție ale diferitelor variabile aleatoare, pentru diverse cazuri.